# Нова Сири Скало (Матера)
Нова Сири Скало (итал. Nova Siri Scalo) је насеље у Италији у округу Матера, региону Базиликата.
Према процени из 2011. у насељу је живело 4862 становника. Насеље се налази на надморској висини од 6 м.